# Illorsuit (Ilulissat)
Illorsuit [ˌiˈɬːɔsːuit] (nach alter Rechtschreibung Igdlorssuit) ist eine wüst gefallene grönländische Siedlung im Distrikt Ilulissat in der Avannaata Kommunia.

## Lage
Illorsuit liegt auf einer Halbinsel zwischen dem Torsukattak und Qeqertap Ilua. Qeqertaq befindet sich gut vier Kilometer nordwestlich.

## Geschichte
Die erste Erwähnung von Illorsuit geschah 1793, als dort ein Haus mit 22 ungetauften Grönländern vorgefunden wurde. Dem Ortsnamen entsprechend müssen sich aber zuvor schon mehrere „große Häuser“ an dem Ort befunden haben. 1795 war Illorsuit verlassen. Anschließend war der Ort über 100 Jahre unbewohnt.
Erst 1907 wurde Illorsuit neu besiedelt und war in seiner kurzen Existenzperiode ab 1911 ein Teil der Gemeinde Qeqertaq. 1915 gab es 14 Einwohner, die in zwei Häusern lebten. Unter ihnen waren nur ein Jäger und ein Fischer. Bereits ein Jahr später wurde der Wohnplatz wieder aufgegeben.